# Singarayakonda
Singarayakonda é uma vila no distrito de Prakasam, no estado indiano de Andhra Pradesh.

## Geografia
Singarayakonda está localizada a 15° 15′ N, 80° 02′ L. Tem uma altitude média de 15 metros (49 pés).

## Demografia
Segundo o censo de 2001, Singarayakonda tinha uma população de 16 675 habitantes. Os indivíduos do sexo masculino constituem 48% da população e os do sexo feminino 52%. Singarayakonda tem uma taxa de literacia de 66%, superior à média nacional de 59,5%: a literacia no sexo masculino é de 73% e no sexo feminino é de 60%. Em Singarayakonda, 11% da população está abaixo dos 6 anos de idade.